# Art plumaire
L'art plumaire est une pratique d’art sacré réalisé par des groupes sociaux grâce à des plumes d’espèces différentes d’oiseaux. À teneur symbolique, il est principalement établi en Amérique latine chez les peuples Amérindiens lors de grands événements, de pratiques rituelles et de cérémonies comme les Kayapos ou les Rikbaktsas au Brésil.
La technique peut se réaliser par le collage et la ligature des plumes pour en faire des masques, des coiffes, parures ou bien en des ornements corporels (lèvres, oreilles, narines, etc.).

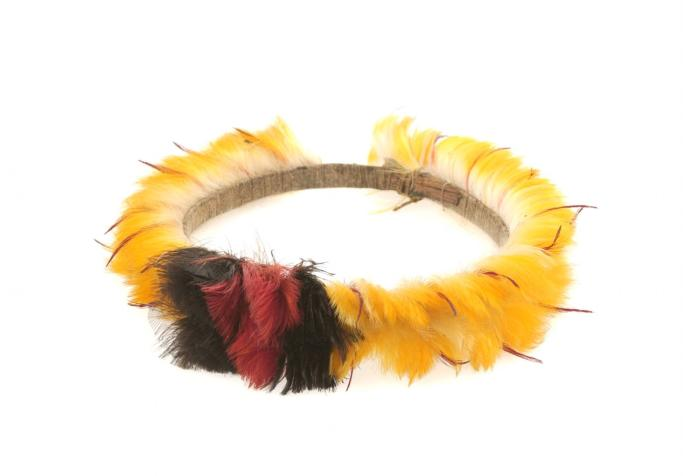
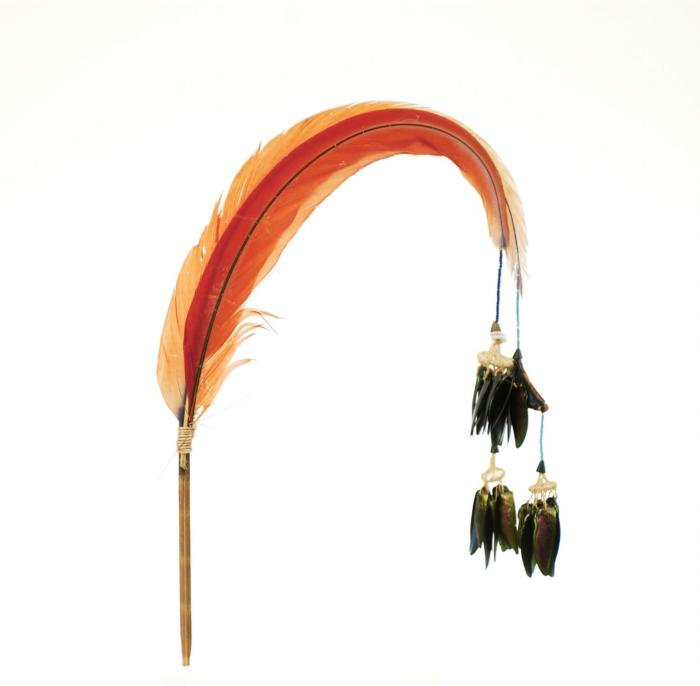
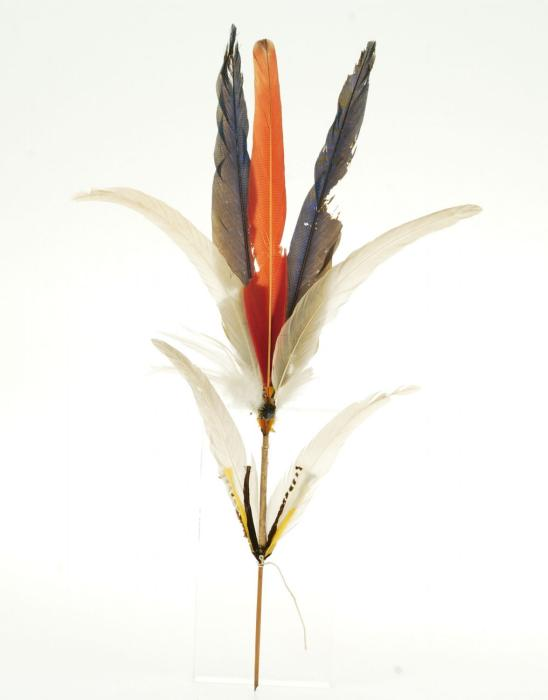